# Kubo-Formel
Die Kubo-Formel (nach Ryōgo Kubo)
ist ein Resultat der Quantenstatistik. Sie gibt die Lineare Antwortfunktion einer messbaren Größe (Observable) in zeitabhängiger Störungstheorie bei endlicher Temperatur als thermischen Erwartungswert hermitescher Operatoren im Wechselwirkungsbild an.
Zu den zahlreichen Anwendungen der Kubo-Formel gehört die Berechnung magnetischer und elektrischer Suszeptibilitäten und abstrakter Verallgemeinerungen davon als Folge einer zeitabhängigen Störung des Hamiltonoperators des Systems.

## Details
Die Kubo-Formel führt auf eine Beziehung zwischen
- dem quantenstatistischen Erwartungswert {\displaystyle \langle A\rangle _{0}} einer Observable {\displaystyle A} in einem ungestörten System mit Hamilton-Operator {\displaystyle H_{0}} zu einer Zeit {\displaystyle t_{0}} und
- dem Erwartungswert {\displaystyle \langle A(t)\rangle } derselben Observable nach Einführung einer kleinen Störung des Systems in Form eines Störoperators {\displaystyle V(t)} zu einer Zeit {\displaystyle t}:

{\displaystyle \langle A(t)\rangle -\langle A\rangle _{0}=-\mathrm {i} \int _{t_{0}}^{t}\mathrm {d} t'\langle [A(t),V(t')]\rangle }
Dabei bezeichnen
- spitze Klammern den quantenstatistischen Erwartungswert {\displaystyle \langle A\rangle =\operatorname {Tr} [\rho A]} mit der Dichtematrix {\displaystyle \rho }
- eckige Klammern den Kommutator {\displaystyle [A,V]=AV-VA}
- ein Subskript Null das ungestörte System
- i die imaginäre Einheit.

## Herleitung und Formulierung
Ein Quantensystem habe den zeitunabhängigen Hamiltonoperator {\displaystyle {\hat {H}}_{0}} mit den als diskret angenommenen Energiewerten {\displaystyle E_{n}}. Der quantenmechanische und thermische Erwartungswert einer physikalischen Größe mit dem hermiteschen Operator {\displaystyle {\hat {A}}} ist dann:
{\displaystyle \langle {\hat {A}}\rangle ={1 \over Z_{0}}\operatorname {Tr} [{\hat {\rho }}_{0}{\hat {A}}]={1 \over Z_{0}}\sum _{n}\langle n|{\hat {A}}|n\rangle {\mathrm {e} }^{-\beta E_{n}}}
{\displaystyle {\hat {\rho }}_{0}=e^{-\beta {\hat {H}}_{0}}=\sum _{n}|n\rangle \langle n|\mathrm {e} ^{-\beta E_{n}}}
wobei {\displaystyle Z_{0}=\operatorname {Tr} [\rho _{0}]} die Zustandssumme und {\displaystyle \beta } die reziproke absolute Temperatur {\displaystyle 1/(k_{\text{B}}T)} mit der Boltzmann-Konstanten {\displaystyle k_{\text{B}}} und der Temperatur {\displaystyle T} ist. Im letzten Gleichheitszeichen wurde dabei nach den ungestörten Energieeigenzuständen {\displaystyle |n\rangle } mit {\displaystyle {\hat {H}}_{0}|n\rangle =E_{n}|n\rangle } entwickelt und deren Vollständigkeit ausgenutzt.
Wenn zur Zeit {\displaystyle t=t_{0}} eine externe Störung eingeschaltet wird, verlässt das System das thermische Gleichgewicht. Die Störung wird durch einen zeitabhängigen Zusatz zum Hamiltonoperator beschrieben:
{\displaystyle {\hat {H}}(t)={\hat {H}}_{0}+{\hat {V}}(t)\Theta (t-t_{0}),}
Dabei bezeichnet {\displaystyle \Theta (t)} die Heaviside-Funktion, die für nichtnegative Werte von {\displaystyle t-t_{0}} den Wert Eins annimmt und für alle anderen {\displaystyle t-t_{0}} den Wert Null. Damit wird dem instantanen „Einschaltprozess“ zum Zeitpunkt {\displaystyle t_{0}} Rechnung getragen. {\displaystyle {\hat {V}}(t)} ist ein für alle {\displaystyle t} definierter hermitescher Operator, sodass {\displaystyle {\hat {H}}(t)} für alle {\displaystyle t} ein vollständiges Orthonormalsystem von Eigenfunktionen {\displaystyle |n(t)\rangle } und Eigenwerten {\displaystyle E_{n}(t)} besitzt.
Aus der Zeitentwicklung der Dichtematrix {\displaystyle {\hat {\rho }}(t)}
{\displaystyle {\hat {\rho }}(t)=\sum _{n}|n(t)\rangle \langle n(t)|\mathrm {e} ^{-\beta E_{n}(t)}}
folgt unter der Annahme, dass zu jedem Zeitpunkt der quantenstatistische Gleichgewichtsformalismus gültig bleibt
, der thermische Erwartungswert der Operatoren {\displaystyle {\hat {A}}}:
{\displaystyle \langle {\hat {A}}\rangle ={\frac {1}{Z(t)}}\operatorname {Tr} [{\hat {\rho }}(t){\hat {A}}]={\frac {1}{Z(t)}}\sum _{n}\langle n(t)|{\hat {A}}|n(t)\rangle \mathrm {e} ^{-\beta E_{n}(t)},}
mit der Zustandssumme {\displaystyle Z(t)=\operatorname {Tr} [{\hat {\rho }}(t)]}.
Hier wird noch das quantenmechanische Schrödingerbild benutzt, allerdings mit zeitabhängigen Hamiltonoperatoren. Es wird aber an dieser Stelle darauf hingewiesen, dass sich im Allgemeinen sowohl die Eigenfunktionen {\displaystyle |n(t)\rangle } als auch die Eigenwerte {\displaystyle E_{n}(t)} des Hamiltonoperators mit {\displaystyle t} ändern werden. Die Zeitabhängigkeit der {\displaystyle |n(t)\rangle } folgt aus der Schrödingergleichung {\displaystyle \mathrm {i} \partial _{t}|n(t)\rangle ={\hat {H}}(t)|n(t)\rangle } (hier und im Folgenden wird die reduzierte Planck-Konstante {\displaystyle \hbar } gleich Eins gesetzt). Da {\displaystyle {\hat {V}}(t)} „schwach“ sein soll, liegt es nahe, die niedrigste Ordnung der zeitabhängigen Störungstheorie zu benutzen und zum Wechselwirkungsbild überzugehen (Zustände {\displaystyle |n\rangle \to |{\hat {n}}\rangle }). Das Ergebnis ist:
{\displaystyle |n(t)\rangle =:\mathrm {e} ^{-\mathrm {i} {\hat {H}}_{0}t_{0}}|{\hat {n}}(t)\rangle =\mathrm {e} ^{-\mathrm {i} {\hat {H}}_{0}t}{\hat {U}}(t,t_{0})|{\hat {n}}(t_{0})\rangle }, wobei per Definition  {\displaystyle |{\hat {n}}(t_{0})\rangle =\mathrm {e} ^{+\mathrm {i} {\hat {H}}_{0}t_{0}}|n(t_{0})\rangle } ist.
In linearer Ordnung in {\displaystyle {\hat {V}}(t)} gilt:
{\displaystyle {\hat {U}}(t,t_{0})=1-\mathrm {i} \int _{t_{0}}^{t}\mathrm {d} t'{\hat {V}}(t')}.
Auf diese Weise erhält man für {\displaystyle {\hat {A}}(t)} in linearer Ordnung das Endresultat (in dieser Ordnung sind ferner alle oben angesprochenen Probleme beseitigt, weil bei Störungsrechnungen erster Ordnung nur die Eigenfunktionen nullter Ordnung benötigt werden):
{\displaystyle {\begin{aligned}\langle {\hat {A}}(t)\rangle _{T}&=\langle {\hat {A}}\rangle _{0,T}-\mathrm {i} \int _{t_{0}}^{t}\mathrm {d} t'{1 \over Z_{0}}\ \sum _{n}\mathrm {e} ^{-\beta E_{n}}\langle n(t_{0})|{\hat {A}}(t){\hat {V}}(t')-{\hat {V}}(t'){\hat {A}}(t)|n(t_{0})\rangle \\&=\langle {\hat {A}}\rangle _{0,T}-\mathrm {i} \int _{t_{0}}^{t}\mathrm {d} t'\langle [{\hat {A}}(t),{\hat {V}}(t')]\rangle _{0,T}\end{aligned}}}
Hier bedeutet der Ausdruck {\displaystyle \langle \dots \rangle _{0,T}} einen mit dem Hamiltonoperator {\displaystyle {\hat {H}}_{0}} berechneten quantenstatistischen Erwartungswert, bei der Temperatur {\displaystyle T}, während die Ausdrücke darüber, {\displaystyle \langle n(t_{0})|\dots |n(t_{0})\rangle ,} gewöhnliche quantenmechanische Erwartungswerte sind, welche die Temperatur nicht berücksichtigen. Ferner sind in {\displaystyle \mathrm {e} ^{-\beta E_{n}}} mit {\displaystyle E_{n}} die Eigenwerte von {\displaystyle {\hat {H}}(t_{0})} gemeint.
Da zum Zeitpunkt {\displaystyle t_{0}} die verschiedenen Bilder identisch sind, gilt dasselbe auch für obiges Endresultat.
Hier wurden bosonische Zustände betrachtet. Für fermionische Zustände ergeben sich zusätzliche Besonderheiten.